# Воєдило Левко Леонідович
Левко Леонідович Воєди́ло (18 лютого 1962, Бихольцохівка — 2013) — український живописець і педагог; член Спілки радянських художників України з 1989 року та художнього об'єднання «Чарунка поділля» з 2004 року.

## Біографія
Народився 18 лютого 1962 року в селі Бихольцохівці Ріпкинського району Чернігівської області (нині Україна). У 1974—1980 роках навчався в Республіканській художній середній школі імені Тараса Шевченка; у 1980—1987 роках — на живописному факультеті у Київському державному художньому інституті, був учнем Олександра Лопухова, Василя Забашти.
Учителював. З 2000 року обіймав посаду старшого викладача кафедри дизайну Університету розвитку людини «Україна» у Броварах. Мешкав і працював у селі Погребах Броварського району Київської області. Помер у 2013 році.

## Творчість
Працював у галузі станкового живопису у жанрах пейзажу, натюрморту, портрета. Серед робіт:
- «Самотність» (1988);
- «Все йде, все минає» (1989);
- серія «Гомери України»:
  - «Доля» (1990);
  - «Коднянське лихо» (1991);
  - «Реквієм» (1991);
- «Ноктюрн» (1994);
- «Золота доба» (1995);
- «Похорон богів» (1995);
- «Молитва» (1995);
- «Пастораль» (1996);
- «Сивий смуток» (1997);
- «З полону літ. Портрет Галшки Гулевичівни» (1997);
- «Чудо архангела Михаїла» (1997);
- «Великдень» (1998);
- «Вечірня розмова з матір'ю» (2000);
- «Надвечір'я» (2000).

Написав портрети кобзарів: Григорія Кожушка, Івана Кучугури-Кучеренка, Остапа Вересая, Гната Гончаренка (всі — 1989), Хведора Холодного, Терентія Пархоменка, Григорія Любистка, Івана Мазепи (всі — 1990), Тимофія Білоградського (1991).
Брав участь у виставках, зокрема:
- Всеукраїнська трієнале живопису (Київ, 1998);
- Виставка сучасного духовного мистецтва з нагоди 100-річчя від дня народження Першого Патріарха Київського і всієї України Мстислава (Київ, 1998);
- Персональна виставка в галереї Національного університету «Києво-Могилянська академія» (2000);
- Персональна виставка. Фонд сприяння розвитку мистецтв (Київ, 2002);
- Персональна виставка. Шевченківський національний заповідник (Канів, 2003);
- Персональна виставка. Київський гуманітарний ліцей (Київ, 2004);
- Україна від Трипілля до сьогодення в образах сучасних художників (Київ, 2004);
- Персональна виставка. Бершадський краєзнавчий музей (Бершадь, 2005);
- Україна від Трипілля до сьогодення в образах сучасних художників, (Київ, 2006);
- Україна від Трипілля до сьогодення в образах сучасних художників (Київ, 2008).

Роботи зберігаються у Національному музеї Тараса. Шевченка та Музеї гетьманства у Києві, Музеї кобзарства у Переяславі, у фондах Міністерства культури та інформаційної політики України.